# Ippolito Borghese

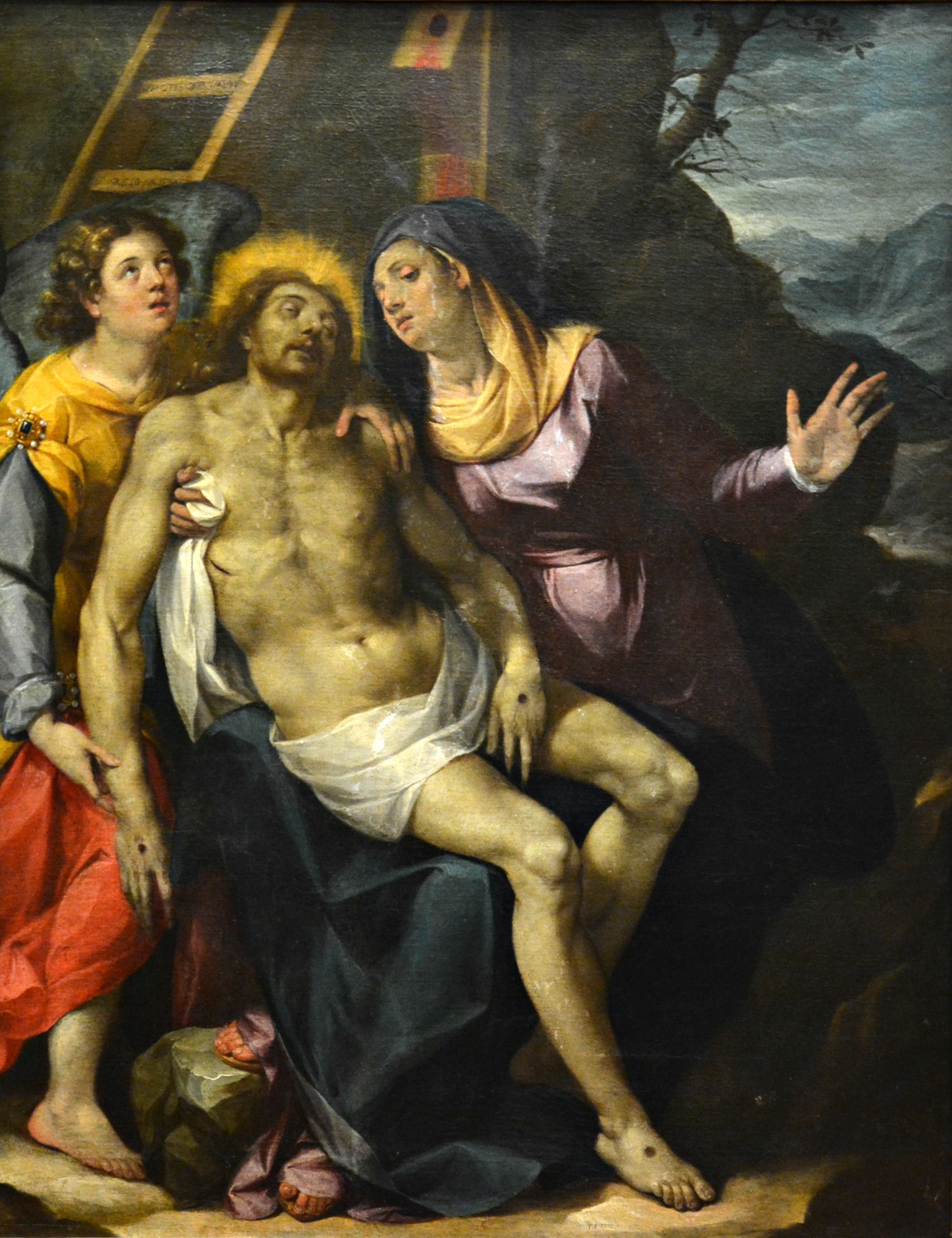
Ippolito Borghese: Kreuzabnahme, um 1625 (?), Museo di Capodimonte, Neapel

Ippolito Borghese (* ? in Sigillo bei Perugia; † März 1627 in Neapel) war ein italienischer Maler zwischen Spätmanierismus und Barock, der vor allem in Neapel und Süditalien wirkte und daher zur neapolitanischen Schule gezählt wird.

## Leben
Borghese stammte aus Sigillo in Umbrien, über seinen Werdegang ist nichts Genaues bekannt. Einige Autoren vermuten eine erste Ausbildung „zwischen Rom und der Toskana“ und sehen Einflüsse von Scipione Pulzone sowie von den Barocci-Nachfolgern Vanni und Salimbeni (De Castris, 1988).
Wahrscheinlich im letzten Jahrzehnt des 16. Jahrhunderts ging er nach Neapel, wo er bald zusammen mit Fabrizio Santafede und Giovan Bernardino Azzolino zu den führenden Malern eines gemäßigten, lyrischen Realismus gehörte, gemäß einer Erneuerung der Kunst im Sinne der Ideen der Gegenreformation. Anregungen nahm er auch von dem zeitweilig in der Certosa di San Martino wirkenden Cavalier d’Arpino auf sowie vom „weichen Stil“ (maniera tenera) des in Neapel ansässigen Flamen Teodoro d’Errico.
Ein erstes bekanntes Werk Borgheses ist der 1598 signierte und datierte Hl. Georg mit dem Drachen im Dom von Ischia (1598), gefolgt von einer Madonna mit Heiligen aus dem Jahr 1601 in der Kirche Santa Maria della Grotta in dem apulischen Ort Carpignano.
Ein prestigereicher Auftrag war die 1603 vollendete, prachtvolle Himmelfahrt Mariä, die Borghese für die Kapelle des neapolitanischen Monte di Pietà malte. 1605 schuf er einige Gemälde für Santa Teresa agli Studi (Neapel).
In den folgenden Jahrzehnten schuf Ippolito Borghese zahlreiche Altarbilder für neapolitanische Kirchen wie Santa Maria la Nova, Santi Filippo e Giacomo und das Seminario Vescovile sowie für Kirchen in anderen Orten Süditaliens, in Amalfi, Lucera, Regoledo, Corigliano Calabro, Caiazzo, San Gregorio Armeno, Atri und Meta di Sorrento.
Den Erfolg des neuen Naturalismus von Caravaggio, der 1606 zum ersten Mal in Neapel weilte, nahm Borghese, mehr noch als Santafede und Azzolino, nur in Ansätzen an, er entsprach nicht seinem Stilideal, das immer etwas manieristisch blieb.
1613 malte er für die Kirche San Giovanni Battista im Ort Campinola di Tramonti (an der Amalfiküste) den sogenannten Telese-Altar, eine Madonna in Glorie mit den Hl. Johannes d. Täufer, Petrus und Franz von Assisi mit dem Stifter Francesco Telese.
Einige Autoren glauben, dass Borghese sich zwischen 1617 und 1620 im heimatlichen Umbrien aufhielt, da er 1617 eine Verkündigung für die Kirche Sant’Agostino in seinem Heimatort Sigillo malte, im Auftrag des Augustinermönchs Graziano Graziosi; es wurde vermutet, dass das Bildnis eines Laien auf diesem Gemälde ein Selbstporträt des Künstlers sein könnte. Für die Kathedrale San Lorenzo von Perugia schuf er außerdem 1620 die Mariä Himmelfahrt mit Aposteln und dem hl. Franziskus; vom Auftraggeber dieses Altarbildes, Pierantonio Ghiberti, soll Borghese nach dessen Tod im Jahr 1627 auch das Porträt für Ghibertis Grabmal gemalt haben (ebenfalls in der Kathedrale von Perugia).
Diese Gemälde könnte Borghese aber auch von Neapel nach Umbrien verschickt haben, und gegen seinen persönlichen Aufenthalt in Umbrien spricht beispielsweise das 1619 fertiggestellte Polyptychon für das Kapuzinerkonvent in Camerota mit der Maria Immaculata als Hauptbild.
1621 war er auf jeden Fall in Neapel und vollendete das Hauptaltarbild für die Kathedrale von Castellammare di Stabia; kurz danach malte er eine Verkündigung für die Kirche San Benedetto in Manfredonia, in der er sich deutlicher als sonst an die modernere Strömung des frühbarocken Naturalismus annähert.
Sein letztes Altarbild malte er unter Mitwirkung seines Schülers Paolo Finoglia für die Kirche Sant’Antonio a Lauria; es wurde 1627 fertiggestellt, nur kurz vor seinem Tod im März des Jahres.

## Bildergalerie

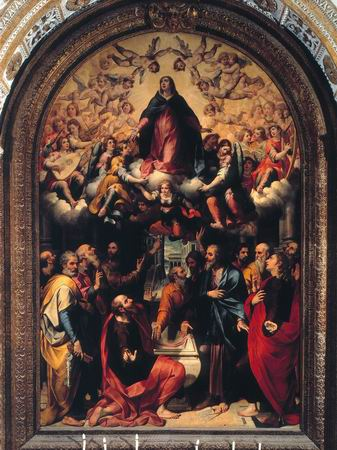
Ippolito Borghese: Mariä Himmelfahrt, 1603, Monte di Pietà, Neapel
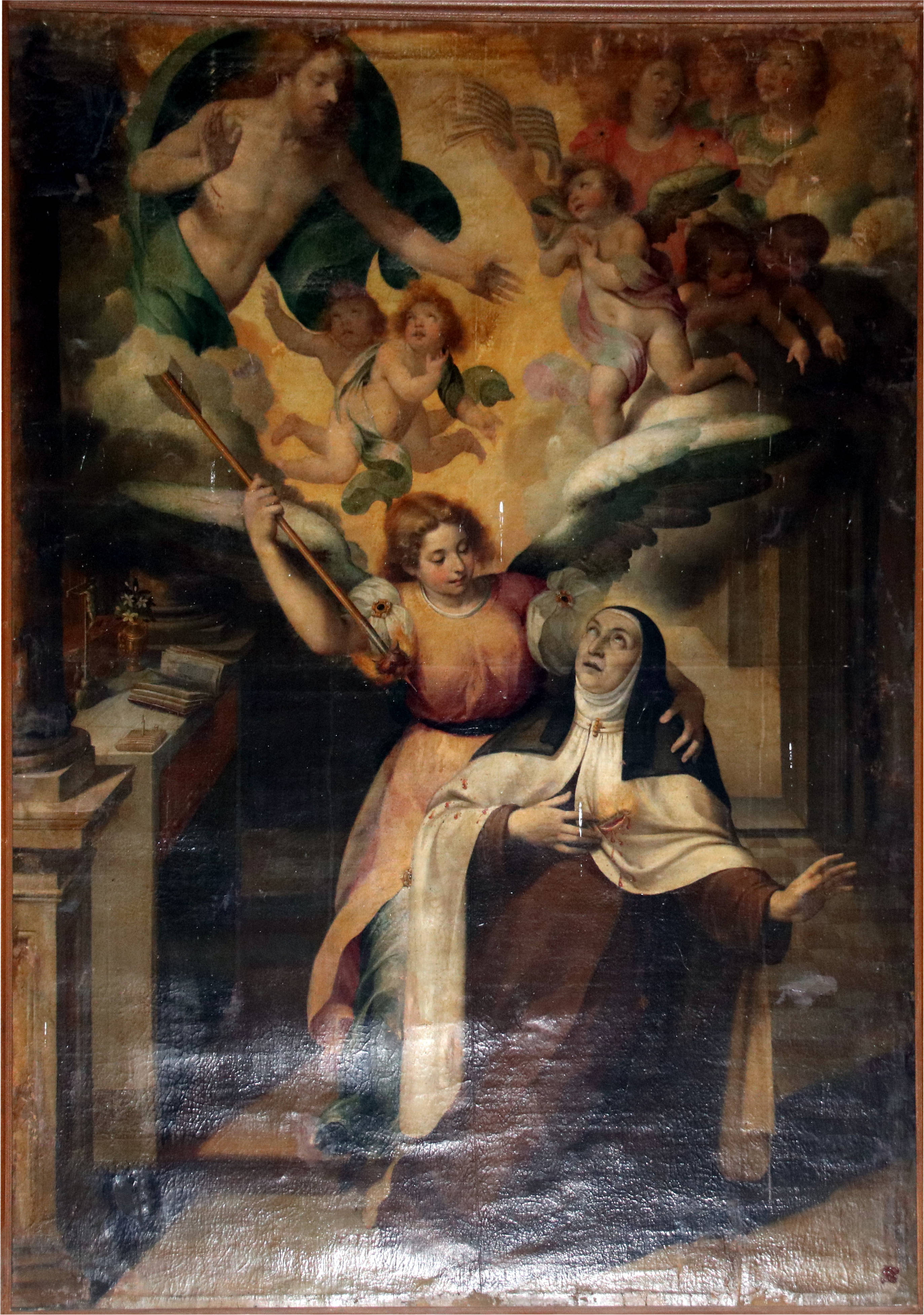
Ekstase der hl. Teresa, 1605, Santa Teresa degli Scalzi, Neapel
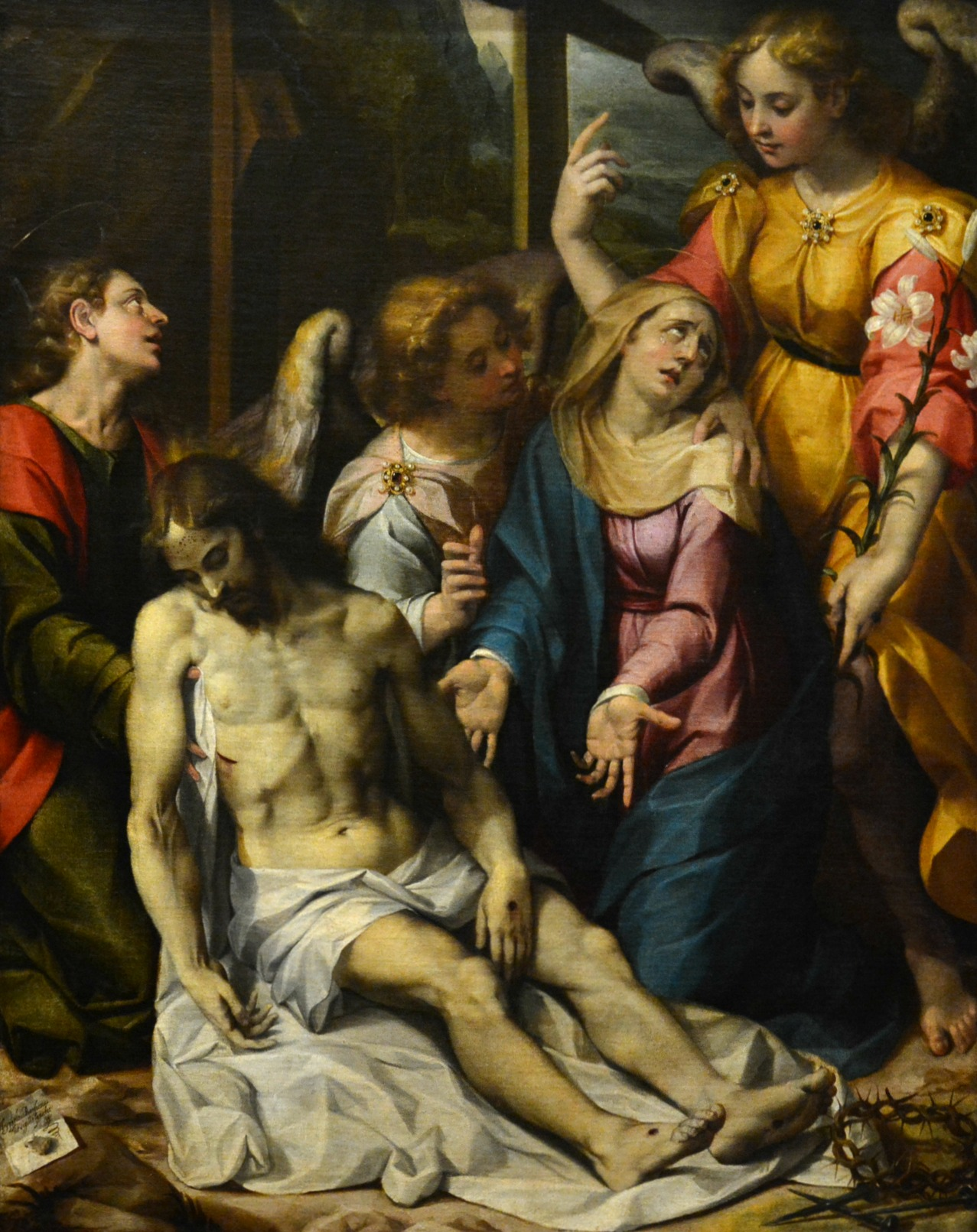
Pietà, Museo di Capodimonte, Neapel

## Werke (Auswahl)
- Hl. Georg mit dem Drachen, signiert und datiert 1598, Dom von Ischia
- Madonna mit Heiligen, 1601, Kirche Santa Maria della Grotta, Carpignano
- Himmelfahrt Mariä, 1603, Monte di Pietà, Neapel
- Pietà, signiert, Museo di Capodimonte, Neapel
- Pietà, Pinacoteca Provinciale, Bari
- Kreuzigung, Dom von Lucera
- Madonna mit Kind und Himmelfahrt, Curia vescovile, Sorrent
- Hl. Eustachius, Basilica di San Michele, Piano di Sorrento
- Madonna mit Kind und den Hl. Philippus, Jacobus, Franziskus und Thomas, Kirche Santi Filippo e Giacomo, Neapel
- Madonna in Glorie mit den Hl. Johannes d. Täufer, Petrus und Franz von Assisi mit dem Stifter Francesco Telese (Telese-Altar), 1613, Kirche San Giovanni Battista, Campinola di Tramonti (Costa Amalfitana)
- Verkündigung, 1617, Kirche Sant’Agostino, Sigillo
- Polyptychon mit Maria Immaculata, 1619, Kapuzinerkloster, Camerota[6]
- Mariä Himmelfahrt mit den Aposteln und dem hl. Franziskus, 1620, Kathedrale San Lorenzo, Perugia
- Hauptaltar, 1621, Kathedrale von Castellammare di Stabia
- Verkündigung, um 1622, Kirche San Benedetto, Manfredonia